# Рупени
Рупени итал. Rupeni) је насеље у Републици Хрватској у саставу Града Пореча у Истарској жупанији.

## Демографија
Према попису становништва из 2001. године, насеље је било без становника и породичних домаћинстава.
Кретање броја становника по пописима 1857—2001.
| година пописа  | 1857. | 1869. | 1880. | 1890. | 1900. | 1910. | 1921. | 1931. | 1948. | 1953. | 1961. | 1971. | 1981. | 1991. | 2001. |
| бр. становника | 0     | 0     | 26    | 32    | 34    | 53    | 0     | 0     | 19    | 12    | 13    | 7     | 3     | 3     | 0     |

Напомена: У 1857., 1869., 1921. и 1931. подаци су садржани у насељу Бадерна. Од 1890. до 1900. исказивано као део насеља. У 2001. без становника.